# Morganna Love
Aleizah Morganna Martínez Bautista, conocida profesionalmente como Morganna Love (San Miguel de Allende, 15 de junio de 1980), es una cantante y actriz mexicana. 

## Biografía
Nació en San Miguel de Allende, Guanajuato, México el 15 de junio de 1980. Desde muy temprana edad, Morganna descubrió dos cosas: su vocación artística y su identidad de género. Con tan solo cuatro años de edad, comenzó a cantar y fue solista del coro de monjas del colegio. De acuerdo a sus propias palabras, un día despertó y sintió su identidad femenina que vivía dentro de su cuerpo. Comenzó a maquillarse y a emular a las estrellas femeninas de la televisión. Esto por supuesto, causó un shock en su familia y enfrentó su rechazo. Primero se definió como un chico gay, a pesar de saber que en el fondo era una mujer.
Comenzó su formación musical en la Escuela de Música de la Universidad de Guanajuato. En 2001 decidió emigrar a la Ciudad de México para continuar con su preparación musical en el Conservatorio Nacional de Música. Eventualmente, comenzó a colaborar con una compañía de ópera. Allí decidió definir su identidad y comenzó su proceso de transición, mismo que se prolongó durante cuatro años y que vivió sola, sin ningún apoyo familiar. Después de un proceso de terapia hormonal y psicológica, en 2012 decidió someterse a una cirugía de reasignación de sexo en Tailandia. Allí, gracias a su participación en un certamen de belleza trans titulado Miss International Queen, supo de la existencia del prestigiado cirujano Preecha Triewtanon, una de las grandes eminencias mundiales de las cirugías de reasignación de sexo. Fue el quién le regaló la cirugía. Su operación la realizó el cirujano Burin Wangjiraniran de la clínica PAI (Preecha Aesthetic Institute) y acercó a Morganna al ideal de vida que ella buscaba. Curiosamente, su transición como mujer fue parte crucial en su reconocimiento profesional. Y es que la transición de Morganna, fue plasmada por el cineasta Flavio Florencio en un documental titulado Made in Bangkok. El documental fue estrenado mundialmente en 2017 y logró varios reconocimientos, incluyendo una nominación al Premio Ariel de la Academia Mexicana de Cine a Mejor Largometraje Documental. El éxito del documental le trajo a Morganna la atención de los reflectores. Intervino como actriz en la serie Crónica de castas (2014) y en el cortometraje Oasis (2017), de Alejandro Zuno. Su reto más importante, fue el lanzamiento de su primer álbum titulado Dos vidas en una (2017), donde muestra su prodigiosa voz en una combinación de géneros que van, desde las arias de ópera, hasta las baladas pop. En 2017, Morganna también publicó su libro autobiográfico titulado En el cuerpo correcto. A la par, Morganna continúa realizando presentaciones en distintos recintos alrededor del mundo. En 2018, Morganna prestó su voz para el personaje de Blanca Evangelista en el doblaje latinoamericano de la serie Pose, de Fox Premium. En ese mismo año, Morganna participó en el reality show La voz México en Televisa, llegando hasta la semifinal en el equipo de Anitta y al mismo tiempo aparece en la serie Rosario Tijeras en su segunda temporada para TV Azteca.
En 2020, Morganna participa en la película 10 Songs for Charity, producción holandesa dirigida por Karin Junger. Su activismo para el respeto y la visibilidad de las mujeres trans en la sociedad, hicieron que, en 2020, Love fuera reconocida por Forbes como una de las 100 mujeres más poderosas de México. Morganna también funge como activista para la Organización de las Naciones Unidas.
En 2021, Morganna participa en la serie de HBO La muchacha que limpia.

## Filmografía

### Televisión

#### Actriz
- Tengo que morir todas las noches (2024)
- La muchacha que limpia (2021) - Monique
- Rosario Tijeras 2 (2018) - Jessica[8]
- Crónica de castas (2014)
- Rosario Tijeras 4 (2025) - Sirena

#### Reality show
- La voz México (2018) - Participante[8]

#### Doblaje
- Pose (2018-2019) - Blanca Evangelista

### Cine
- Made in Bangkok (Documental) (2015)
- Oasis (cortometraje) (2017)
- 10 Songs for Charity (2020)
- Estaciones (cortometraje) (2020)
- Traviatas (cortometraje) (2020)

## Discografía
- Dos vidas en una (2017)

## Obras
- Love, Morganna (2017) En el cuerpo correcto: Primer testimonio de una mujer trans en México, Ed. Grijalbo, México. ISBN: 9786073155922